# Vitgrund-Norrskär
Vitgrund-Norrskär este o arie protejată (arie specială de conservare — SAC, sit de importanță comunitară — SCI, arie de protecție specială avifaunistică — SPA) din Suedia întinsă pe o suprafață de 322,8 ha, integral pe uscat.

## Localizare
Centrul sitului Vitgrund-Norrskär este situat la coordonatele 60°46′13″N 17°23′48″E / 60.7703°N 17.3968°E.

## Înființare
Situl Vitgrund-Norrskär a fost declarat sit de importanță comunitară în ianuarie 2002 pentru a proteja 4 specii de animale. Alte tipuri de protecție:
- arie de protecție specială avifaunistică (în ianuarie 2002)[2]
- arie specială de conservare (în martie 2011)[1][3][4]

## Biodiversitate
Situată în ecoregiunile boreală și marină baltică, aria protejată conține 6 habitate naturale: Pășuni de coastă din Baltica boreală, Păduri naturale în etape succesive primare ale suprafețelor emergente de coastă, Insulițe și insule mici din Baltica boreală, Vegetație perenă pe țărmurile stâncoase, Taiga vestică, Lagune de coastă.
La baza desemnării sitului se află mai multe specii protejate de  păsări (4): Branta leucopsis, corcodel-urechiat (Podiceps auritus), chiră de baltă (Sterna hirundo), Sterna paradisaea.